# Lowell (hrabstwo Orleans)
Lowell – jednostka osadnicza w Stanach Zjednoczonych, w stanie Vermont, w hrabstwie Orleans.